# Charles-Léonce-Pierre Marion
Charles-Léonce-Pierre Marion, francoski general, * 14. januar 1887, Saint-Germain-en-Laye, Francija, † 16. november 1944, Annecy, Francija.